# Chevrolet 1W
Der Chevrolet 1W war ein Personenkraftwagen. Er wurde gebaut
- 1990–2001 als Lumina,
- 1995–2007 als Monte Carlo und
- 2000–heute als Impala.